# Krijn Strijd
Krijn Strijd (Rotterdam, 18 september 1909 - 30 oktober 1983) was Nederlands-hervormd predikant in Blija (1936), Oisterwijk (1939) en Hengelo (1941).
Krijn Strijd zat tijdens de oorlog enkele jaren gevangen in kamp Amersfoort en kamp Vught. In 1947 werd hij predikant in 's-Hertogenbosch. Strijd werd in 1968 in Amsterdam benoemd als kerkelijk hoogleraar christelijke ethiek. Hij genoot landelijke bekendheid als pacifist en was in 1957 ook een van de mede-oprichters van de PSP.
In 1958 promoveerde hij op een proefschrift over Anselmus van Canterbury. Strijd werd in 1961 studiesecretaris van Kerk en Vrede, waar Hannes de Graaf vele jaren voorzitter van was. Hij zei zelf het meeste voor zijn geestelijke en sociale vorming te danken te hebben aan Jeremia, Marx, Lenin en Anselmus van Canterbury, in positieve en kritische zin. In zijn veel gelezen boek over de geweldloze weerbaarheid uit 1974, pleit hij, tegenover de dreigende nucleaire massavernietiging, onder meer voor een grote volksbeweging voor sociale verdediging. Die krijgt in zekere zin vanaf 1977 in de IKV-campagne tegen de kernwapens zijn gestalte. Hij noemt in dit boek als inspiratoren vooral Gandhi en Martin Luther King, vanwege hun wederkerigheid van actie en reflectie. Voorts behandelt hij o.a. Henry David Thoreau, Bart de Ligt en Theodor Ebert. Uiteindelijk was geweldloze weerbaarheid voor Krijn Strijd een kwestie van navolging van Jezus van Nazareth. Het boek eindigt met een oude Joodse legende: "Toen Mozes met zijn stok op het water van de Rode Zee sloeg ging het water niet vaneen om zo de doortocht voor de Israëlieten mogelijk te maken. Maar toen de eerste man de zee insprong - toen gebeurde het."

## Publicaties
- Structuur en inhoud van Anselmus' "Cur Deus homo" , Van Gorcum, Assen 1958.
- 52 vragen over oorlog en vrede. Ten Have, Kampen 1965
- Geweldloze weerbaarheid. Uitvlucht? Uitweg? Uitdaging. Kampen 1974